# 西河郡 (後涼)
西河郡，中国十六国后凉时设置的郡，在今青海省西宁市。
十六国后凉吕光改西平郡为西河郡，下辖西都县、临羌县、长宁县、安夷县。治西都县（今青海省西宁市）。安夷县改属乐都郡。《太平御览·卷454》记载397年有西河郡太守程肇。398年，梁饥进攻西平郡，西平人田玄明抓住太守郭幸取而代之，这时西河郡已经改名西平郡。 